# Lituaria kuekenthali
Lituaria kuekenthali is een Pennatulaceasoort uit de familie van de Veretillidae. De wetenschappelijke naam van de soort is voor het eerst geldig gepubliceerd in 1921 door Light.